# Stereognathus
Stereognathus is een geslacht van uitgestorven tritylodontide cynodonten uit het Midden-Jura van het Verenigd Koninkrijk. De geslachtsnaam betekent 'stevige kaak'. Er is een enkele benoemde soort: Stereognathus ooliticus, benoemd naar de Great Oolite-afzettingen van Engeland. De tweede soort Stereognathus hebridicus is vernoemd naar de Hebriden in Schotland, waar hij werd gevonden; het werd in 2017 synoniem met Stereognathus ooliticus.

## Ontdekking en naamgeving
Stereognathus ooliticus was de eerste tritylodontide soort ooit gevonden, beschreven door Edward Charlesworth in 1855 en later door Sir Richard Owen. Het holotype is BGS GSM113834, een bovenkaaksbeen. Talrijke kaken en tanden zijn toegewezen.
In 1972 werd Stereognathus hebridicus benoemd naar verschillende postcanine tanden die door paleontologen R.J.G. Savage en Michael Waldman zijn teruggevonden in ouderdomsafzettingen uit het Bathonien op het eiland Skye in Schotland, holotype UBGM 20572. Ondanks dat het de eerste tritylodontide soort is die is gevonden en benoemd, blijft Stereognathus slecht vertegenwoordigd, vooral bekend van geïsoleerde molaren. Er is echter één holotype fragment van de bovenkaak met drie beschadigde kiezen en een tweede fragment van de bovenkaak met vier sets kieswortels.
In 2017 vonden Elsa Panciroli en collega's geen verschilpunten tussen de anatomie van Stereognathus ooliticus en Stereognathus hebridicus, wat de veranderingen met groei verklaart, waardoor Stereognathus hebridicus een jonger synoniem is van Stereognathus ooliticus. Ook in 2017 beschouwden Alexander Averianov en collega's soorten van Polistodon, Xenocretosuchus en Montirictus als behorend tot het geslacht Stereognathus; ze behielden ook Stereognathus hebridicus als een aparte soort. Dit zou echter betekenen dat Stereognathus gedurende meer dan zestig miljoen jaar vrijwel onveranderd bleef bestaan in heel Eurazië, wat zeer ongebruikelijk zou zijn. Het probleem blijft onopgelost.